# Tuba (Benguet)
Tuba é um município de  primeira classe de renda municipal (d) na província Benguet, nas Filipinas. De acordo com o censo de 1 de maio  de  2020 possui uma população de 48 312 pessoas e 12 004 domicílios.